# Акт Гоґарта

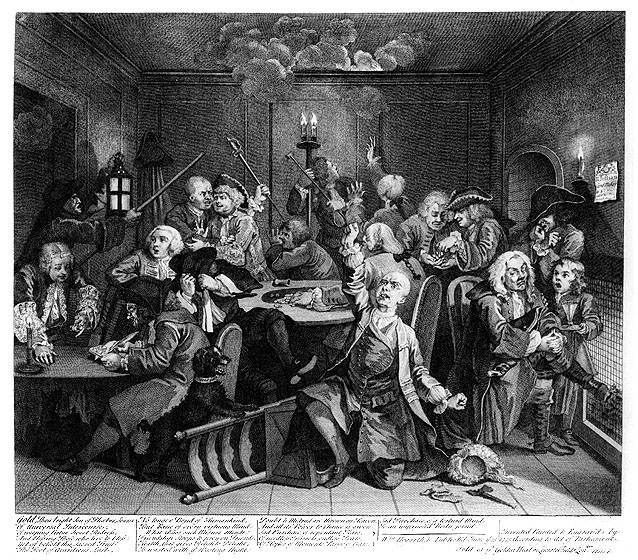
«Історія марнотрата» Вільяма Гоґарта

Акт Гоґарта, Закон про авторське право на гравюру 1734 р. (Engraving Copyright Act 1734) — акт парламенту Великобританії, вперше озвучений 4 березня 1734 р. і зрештою прийнятий 25 червня 1735 р., щоб забезпечити захист виробників гравюр. Його називають «Законом Хогарта» на честь Вільяма Гоґарта, який разом із іншими митцями створив закон.

## Історія
Відомі роботи Вільяма Гоґарта Історія повії, Історія марнотрата почали відтворювати та копіювати недобросовісні продавці. У 1710 році британський парламент уже приймав рішення про захист авторського права, що розповсюджувалося лише на книги. Хогарт з колегами по цеху написали та пролобіювали закон на захист саме гравюр. На інші твори мистецтва він поширився згодом. Цей акт символізує зміну епох, коли мистецтво стало популярним не лише серед знаті чи духовенства, але і серед широких верств населення.
Історик Марк Роуз зазначає: «Закон захищав лише ті гравюри, які передбачали оригінальний дизайн, і, таким чином, неявно проводив різницю між художниками та простими майстрами. Однак незабаром парламент переконали поширити охорону на всі гравюри».